# 스즈카제 마요
스즈카제 마요는 일본의 배우, 가수, 성우. 1960년 9월 11일생. 미야기현 이시노마키시 출신. 다카라즈카 가극단 67기생. 본명은 모리나가 카나메.

## 출연작

### 무대
- 귀부인의 방문 - 클레어
- 레베카 - 댄버스 부인
- 레이디 베스 - 캣 애슐리
- 로미오와 줄리엣 - 캐퓰릿 부인
- 베르사유의 장미 - 오스칼 프랑소와 드 자르제(1991년)
- 엘리자벳 - 엘리자벳(2008년), 조피 대공비(2016년)
- Me&My Girl - 재클린, 빌(윌리엄 헤어포드)

### 드라마
- 무인 토시이에 - 코소즈
- 어시장 공주 - 히노시타 마유미
- 오다 노부나가 - 노히메
- 겐로쿠 요란 - 타카츠카사 노부코
- 히데요시 - 오타키

### 성우
- 눈의 여왕 ~THE SNOW QUEEN~ - 눈의 여왕
- 바람의 검심 - 히무라 켄신
- 블랙·잭 극장판 - 조 캐롤 브레인
- 슈발리에 - 메어리 샬롯